# Killeen (Teksas)
Killeen je grad u američkoj saveznoj državi Teksas. Prema popisu stanovništva iz 2010. u njemu je živjelo 127.921 stanovnika.